# Clemens van Blitterswijk
Clemens A. van Blitterswijk (Den Haag, 7 juli 1957) is een Nederlands celbioloog, weefseltechnoloog en ondernemer. Hij is gespecialiseerd in bot- en kraakbeenherstel. Zijn onderzoek richt zich met name op het ontwikkelen van nieuwe technologieën die toegepast kunnen worden in de weefseltechnologie. Hierbij gaat het onder andere om de ontwikkeling van “slimme" biomaterialen die gebruikt worden als dragermatrix van weefsels die uit stamcellen van de patiënt zelf gevormd worden. Van Blitterswijk was hoogleraar regeneratieve geneeskunde aan de universiteiten van Twente (tot 2014) en Maastricht, en oprichter-directeur van het MERLN Institute in laatstgenoemde stad. Hij wordt beschreven als "de meest ondernemende wetenschapper van Nederland".

## Biografie

### Opleiding
Clemens van Blitterswijk studeerde na de middelbare school in Den Haag celbiologie aan de Universiteit van Leiden, waar hij in 1982 zijn doctoraal examen behaalde. Drie jaar later promoveerde hij aan dezelfde universiteit op een proefschrift getiteld Calcium Phosphate Middle Ear Implants, over kunstmatige keramische middenoorimplantaten. Zijn begeleiders waren prof. Jan Grote en prof. Klaas de Groot. In 1987 werd hij voor dit onderzoek bekroond met de Jean Leray Young Scientist Award van de European Society for Biomaterials.

### Loopbaan
Van 1985 tot 1996 werkte hij, onder het mentorschap van dezelfde Leidse hoogleraren, aan de ontwikkeling van been- en kraakbeenvervangers, met name hydroxyapatiet-biomaterialen voor middenoorimplantaten. In 1996 verliet hij de Universiteit van Leiden en richtte hij samen met Klaas de Groot IsoTis BV op, een bedrijf gericht op bio-botmaterialen en weefseltechieken. Na een primaire emissie werd het in Bilthoven gevestigde bedrijf overgenomen door Integra LifeSciences.
In 1997 werd hij hoogleraar aan de Universiteit Twente (UT). In 2009 werd hij benoemd tot directeur van het (niet meer bestaande) MIRA Instituut voor Biomedische Technologie en Technische Geneeskunde van de Universiteit Twente. In samenwerking met onder anderen Jan de Boer droeg hij bij aan de ontwikkeling van high-throughput screening (HTS) om interacties van cel-biomateriaal op microtexturen te bestuderen, een benadering die ook wel materiomics wordt genoemd. Met deze methode kunnen in potentie miljoenen celstructuren worden onderzocht door ze bloot te stellen aan verschillende omstandigheden.
In 2014 werd Van Blitterswijk benoemd tot hoogleraar regeneratieve geneeskunde aan de Faculty of Health, Medicine and Life Sciences van de Universiteit Maastricht (UM). Daarnaast werd hij aangesteld als directeur van het nieuw opgerichte MERLN Institute. Van Blitterswijk was aan de UM de eerste 'universiteitshoogleraar' (distinguished professor), wat onder meer inhoudt dat hij gedeeltelijk vrijgesteld is van bepaalde administratieve taken en een grotere vrijheid heeft in de besteding van onderzoeksgelden. Na Van Blitterswijk werden prof. dr. Peter Peters (nanobiologie), prof. dr. Ron Heeren (moleculaire beeldvorming) en prof. dr. Michel Dumontier (datawetenschap) benoemd tot universiteitshoogleraar aan de UM. Hun leerstoelen, zogenaamde Limburg Chairs, worden gesponsord door de Provincie Limburg, met de bedoeling om de samenwerking met het bedrijfsleven en de communicatie met een breed publiek te stimuleren. Daarnaast werden ook twee naaste medewerkers van Van Blitterswijk aangesteld als hoogleraren aan de UM: Jan de Boer en Pamela Habibović.
De verhuizing van Van Blitterswijk en zijn onderzoeksteam van zestien wetenschappers van de UT naar de UM deed behoorlijk wat stof opwaaien in de wetenschappelijke wereld. Voor de UM betekende het een enorme stap voorwaarts. Het leidde tot de oprichting in 2014 van het MERLN Institute for Technology-Inspired Regenerative Medicine op de Brightlands Maastricht Health Campus in Maastricht-Randwyck (met in 2017 120 medewerkers). Het paste tevens in het streven van de UM en de Provincie Limburg om te komen tot een 'Kennis-As' in Limburg, onder andere door de oprichting van vier Brightlands-campussen. In 2018 werd Van Blitterswijk opgevolgd door Pamela Habibović als directeur van MERLN. Van Blitterswijk bleef wel als adviseur verbonden aan het instituut. In 2024 traden Van Blitterswijk en MERLN-onderzoeker Erik Vrij als woordvoerders op, nadat onderzoekers van MERLN hadden ontdekt hoe een eeneiige tweeling ontstaat. Dat gebeurde door een buiten de baarmoeder gekweekte synthetische embryostructuur (blastocyste) te observeren met behulp van high-throughput screening.

### Overige activiteiten, lidmaatschappen, prijzen
Van Blitterswijk heeft meer dan honderd octrooien op zijn naam staan, in sommige gevallen als mede-aanvrager. Een tiental bedrijven die actief zijn op het terrein van biomaterialen zijn door hem (mede)opgericht.
Van Blitterswijk was onder meer actief als voorzitter van de Nederlandse Vereniging voor Biomaterialen, penningmeester van de European Society for Biomaterials, en lid van de Tissue Engineering and Regenerative Medicine International Society (TERMIS). Voor zijn inzet ontving hij diverse eerbewijzen, zoals de George Winter Award van de European Society for Biomaterials, en de Career Achievement Award van de Tissue Engineering and Regenerative Medicine International Society. Verder is hij de samensteller van enkele leerboeken, waaronder het veelgebruikte Tissue Engineering, waarvan meerdere drukken verschenen bij Academic Press.
In 2012 was hij founding partner van de Amsterdamse investeringsmaatschappij Life Science Partner (LSP), waar hij investeert in "ideeën van anderen", met name bedrijven en start-ups op het gebied van zorginnovatie. Eveneens in 2012 werd hij lid van de Koninklijke Nederlandse Academie van Wetenschappen (KNAW) en in hetzelfde jaar werd hij uitgeroepen tot meest ondernemende wetenschapper van Nederland. In 2015 ontving Van Blitterswijk de Huibregtsenprijs. Sinds 2016 is hij lid van de Koninklijke Hollandsche Maatschappij der Wetenschappen (KHMW). In dat jaar ontving hij tevens een Europese ERC Advanced Investigator Grant ter waarde van 2,5 miljoen euro.
In 2017 was hij de drijvende kracht achter de oprichting van de Stichting REGenerative MEDicine Crossing Borders (RegMed XB), waarin de universiteiten van Leiden, Utrecht, Eindhoven en Maastricht samenwerken met landelijke en regionale overheden, (aanvankelijk) zeventien bedrijven en diverse gezondheidsorganisaties zoals Stichting Diabetes Onderzoek Nederland, Diabetes Fonds, Reumafonds, Nierstichting en Hartstichting. Ook de Vlaamse overheid, de Katholieke Universiteit Leuven en het Vlaams Instituut voor Biotechnologie zijn betrokken bij RegMed. Het instituut, dat een startbudget van 250 miljoen euro meekreeg, richt zich in fase 1 (2017-2026) op drie hoofddoelen: 1. een nieuwe behandeling voor diabetes type 1, waarbij eigen stamcellen worden ingezet; 2. het ontwerpen en transplanteren van een volwaardige, biologische kunstnier; 3. het ontwerpen van een kunstknie voor artrosepatiënten. In fase 2, vanaf 2027, wordt geïnvesteerd in bedrijven die deze producten kunnen leveren.

## Publicaties
Van Blitterswijk heeft bijna 500 wetenschappelijke artikelen (mede)gepubliceerd, die meer dan 50.000 keer zijn geciteerd. Zijn Hirsch-index in 2021 bedroeg 118, een van de hoogste in Nederland.

## Privé
Van Blitterswijk woont met zijn gezin op het Friese platteland. Hij is vegetariër en liefhebber van racefietsen en sportwagens. Zijn dochter Marka van Blitterswijk is een bekend ALS-onderzoeker in de Verenigde Staten.